# Jean Arthur
Jean Arthur, pseudonimo di Gladys Georgianna Greene (Plattsburgh, 17 ottobre 1900 – Carmel-by-the-Sea, 19 giugno 1991), è stata un'attrice statunitense.

## Biografia
Figlia di un fotografo, Jean Arthur fece per un certo periodo la modella durante gli anni venti, prima di attirare su di sé l'attenzione dei produttori di Hollywood. Dopo una prima apparizione nel film Cameo Kirby (1923), girò una ventina di pellicole mute per case di produzioni minori, in particolare commedie e western, ma fu il passaggio al cinema sonoro a renderla famosa, grazie alla sua particolare voce bassa, velata e nasale, ma capace di raggiungere piacevoli toni squillanti. L'affermazione definitiva giunse con il film Tutta la città ne parla (1935) di John Ford, prodotto dalla Columbia Pictures.

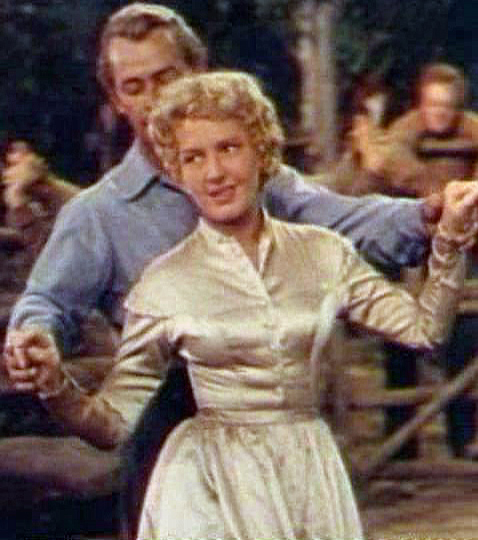
Con Alan Ladd ne Il cavaliere della valle solitaria (1953)

L'incontro con il regista Frank Capra (del quale divenne l'attrice prediletta) consentì alla Arthur di confermarsi eccellente interprete in una serie di commedie brillanti e anticonvenzionali, specializzata in ruoli di ragazza americana onesta, coraggiosa e piena di risorse, compagna ideale degli "eroi qualunque" tipici protagonisti delle pellicole di Capra. Nella seconda metà degli anni trenta l'attrice ottenne grande successo con i film È arrivata la felicità (1936), L'eterna illusione (1938), e Mr. Smith va a Washington (1939), tutti e tre diretti da Capra. Fu inoltre protagonista accanto a Cary Grant di Avventurieri dell'aria (1939) per la regia di Howard Hawks, vivace partner di John Wayne ne La signorina e il cow-boy (1943), mentre l'anno successivo ottenne una candidatura all'Oscar alla miglior attrice per la commedia Molta brigata vita beata (1943) di George Stevens, al fianco di Joel McCrea.
Nel 1944, alla scadenza del contratto con la Columbia, la Arthur decise di lasciare il grande schermo. Negli anni successivi rifiutò quasi tutte le offerte che ricevette, ad eccezione di Scandalo internazionale (1948) di Billy Wilder e del classico western Il cavaliere della valle solitaria (1953), nel quale interpretò con delicatezza e sensibilità il ruolo di Marian Starrett, la mite sposa e madre di famiglia, timidamente attratta dal misterioso e malinconico pistolero Shane (Alan Ladd). Si lasciò ancora tentare dalla recitazione nel 1965 per la serie Gunsmoke, e nel 1966, quale protagonista di una breve serie televisiva, The Jean Arthur Show, prodotta dalla CBS.
Dopo il ritiro dalle scene insegnò per diversi anni arte drammatica, prima al Vassar College e successivamente alla North Carolina School of the Arts.

## Vita privata
Di indole estremamente timida, la Arthur mantenne grande riservatezza circa la propria vita privata. Non amava concedere interviste e nel corso degli anni sviluppò una vera e propria paura da palcoscenico, patologia cronica che più di una volta non le permise di ritornare a calcare le scene e che - alla metà degli anni quaranta - la costrinse ad abbandonare l'allestimento a Broadway della commedia Nata ieri di Garson Kanin, prima ancora del debutto, spianando così la strada alla giovane Judy Holliday.
L'attrice fu sposata due volte, la prima nel 1928
con il fotografo Julian Ancker, ma il matrimonio fu annullato dopo un solo giorno; la seconda dal 1932 al 1949 con il produttore e regista Frank Ross. Non ha mai avuto figli.

## Filmografia parziale

### Cinema
- Ladro d'amore (Cameo Kirby), regia di John Ford (1923)
- The Temple of Venus, regia di Henry Otto (1923)
- Somebody Lied, regia di Bryan Foy e Stephen Roberts (1923)
- Spring Fever, regia di Archie Mayo (1923)
- Case Dismissed, regia di Slim Summerville (1924)
- The Powerful Eye, regia di William James Craft (come William Craft) (1924)
- Il vino della giovinezza (Wine of Youth), regia di King Vidor (1924)
- Il cavallo d'acciaio (The Iron Horse), regia di John Ford (1924)
- Fast and Fearless, regia di Richard Thorpe (1924)
- Biff Bang Buddy, regia di Frank L. Ingraham (Lloyd Ingraham) (1924)
- Bringin' Home the Bacon, regia di Richard Thorpe (1924)
- Thundering Romance, regia di Richard Thorpe (1924)
- Travelin' Fast (1924)
- Le sette probabilità (Seven Chances), regia di Buster Keaton (1925)
- Drug Store Cowboy, regia di Park Frame (1925)
- The Fighting Smile, regia di Jay Marchant (1925)
- Tearin' Loose, regia di Richard Thorpe (1925)
- A Man of Nerve, regia di Louis Chaudet (1925)
- The Hurricane Horseman, regia di Robert Eddy (1925)
- Thundering Through, regia di Fred Bain (1925)
- Under Fire, regia di Clifford S. Elfelt (1926)
- The Roaring Rider, regia di Richard Thorpe (1926)
- Born to Battle, regia di Robert De Lacey (1926)
- The Fighting Cheat, regia di Richard Thorpe (1926)
- Eight-Cylinder Bull, regia di Alfred Davis, Max Gold e Jack Leys (1926)
- The Mad Racer, regia di Benjamin Stoloff - cortometraggio (1926)
- Ridin' Rivals, regia di Richard Thorpe (1926)
- Double Daring, regia di Richard Thorpe (1926)
- Lightning Bill, regia di Louis Chaudet (1926)
- Twisted Triggers, regia di Richard Thorpe (1926)
- The Cowboy Cop, regia di Robert De Lacey (1926)
- The College Boob, regia di Harry Garson (1926)
- The Block Signal, regia di Frank O'Connor (1926)
- Winners of the Wilderness, regia di W. S. Van Dyke (1927)
- Husband Hunters, regia di John G. Adolfi (1927)
- Hello Lafayette, regia di Alfred Davis, Max Gold (1927)
- The Broken Gate, regia di James C. McKay (1927)
- Horse Shoes, regia di Clyde Bruckman (1927)
- Bigger and Better Blondes, regia di James Parrott - cortometraggio (1927)
- The Poor Nut, regia di Richard Wallace (1927)
- The Masked Menace, regia di Arch Heath (1927)
- Flying Luck, regia di Herman C. Raymaker (1927)
- Wallflowers, regia di James Leo Meehan (come Leo Meehan) (1928)
- Ladro suo malgrado (Easy Come, Easy Go), regia di Frank Tuttle (1928)
- Warming Up, regia di Fred C. Newmeyer (1928)
- Brotherly Love, regia di Charles Reisner (1928)
- Le colpe dei padri (Sins of the Fathers), regia di Ludwig Berger (1928)
- La canarina assassinata (The Canary Murder Case), regia di Malcolm St. Clair e Frank Tuttle (1929)
- Stairs of Sand, regia di Otto Brower (1929)
- Il drago rosso (The Mysterious Dr. Fu Manchu), regia di (non accreditato) Rowland V. Lee (1929)
- The Greene Murder Case, regia di Frank Tuttle (1929)
- Lui, lei, l'altra (The Saturday Night Kid), regia di A. Edward Sutherland (1929)
- La via del cielo (Halfway to Heaven), regia di George Abbott (1929)
- Street of Chance, regia di John Cromwell (1930)
- L'aquila grigia (Young Eagles), regia di William A. Wellman (1930)
- Paramount Revue
- The Return of Dr. Fu Manchu, regia di Rowland V. Lee (1930)
- Nella morsa delle rotaie (Danger Lights), regia di George B. Seitz (1930)
- Galas de la Paramount, regia di Dorothy Arzner, Otto Brower, Edmund Goulding, Victor Heerman, Edwin H. Knopf, Rowland V. Lee, Ernst Lubitsch, Victor Schertzinger, A. Edward Sutherland e Frank Tuttle (1930)
- Un dramma nell'Alaska (The Silver Horde), regia di George Archainbaud (1930)
- Lo stroncatore di gang (The Gang Buster), regia di A. Edward Sutherland (1931)
- The Virtuous Husband, regia di Vin Moore (1931)
- The Lawyer's Secret, regia di Louis J. Gasnier e Max Marcin (1931)
- Ex-Bad Boy, regia di Vin Moore (1931)
- The Past of Mary Holmes, regia di Harlan Thompson e Slavko Vorkapich (1933)
- Get That Venus, regia di Arthur Varney (come Grover Lee) (1933)
- Vortice (Whirlpool), regia di Roy William Neill (1934)
- Most Precious Thing in Life, regia di Lambert Hillyer (1934)
- The Defense Rests, regia di Lambert Hillyer (1934)
- Tutta la città ne parla (The Whole Town's Talking), regia di John Ford (1935)
- Party Wire, regia di Erle C. Kenton (1935)
- Missione eroica (Public Hero Number One), regia di J. Walter Ruben (1935)
- L'uomo dei diamanti (Diamond Jim), regia di A. Edward Sutherland (1935)
- The Public Menace, regia di Erle C. Kenton (1935)
- Sarò tua (If You Could Only Cook), regia di William A. Seiter (1935)
- È arrivata la felicità (Mr. Deeds Goes to Town), regia di Frank Capra (1936)
- Il fantino di Kent (The Ex Mrs. Bradford), regia di Stephen Roberts (1936)
- Adventure in Manhattan, regia di Edward Ludwig (1936)
- La conquista del West (The Plansman), regia di Cecil B. DeMille (1936)
- Cercasi segretaria (More Than a Secretary), regia di Alfred E. Green (1936)
- L'uomo che amo (History Is Made at Night), regia di Frank Borzage (1937)
- Un colpo di fortuna (Easy Living), regia di Mitchell Leisen (1937)
- L'eterna illusione (You Can't Take It with You), regia di Frank Capra (1938)
- Avventurieri dell'aria (Only Angels Have Wings), regia di Howard Hawks (1939)
- Mr. Smith va a Washington (Mr. Smith Goes to Washington), regia di Frank Capra (1939)
- Arizona, regia di Wesley Ruggles (1940)
- Troppi mariti (Too Many Husbands), regia di Wesley Ruggles (1940)
- Il diavolo si converte (The Devil and Miss Jones), regia di Sam Wood (1941)
- Un evaso ha bussato alla porta (The Talk of the Town), regia di George Stevens (1942)
- Molta brigata vita beata (The More the Merrier), regia di George Stevens (1943)
- La signorina e il cow-boy (A Lady Takes a Chance), regia di William A. Seiter (1943)
- Anni impazienti (The Impatient Years), regia di Irving Cummings (1944)
- Scandalo internazionale (A Foreign Affair), regia di Billy Wilder (1948)
- Il cavaliere della valle solitaria (Shane), regia di George Stevens (1953)

### Televisione
- Gunsmoke - serie TV, episodio 10x24 (1965)
- The Jean Arthur Show - serie TV, 12 episodi (1966)

## Riconoscimenti
- Premio Oscar
  - 1944 – Candidatura alla miglior attrice per Molta brigata vita beata

- WAMPAS Baby Stars
  - 1929

## Doppiatrici italiane
- Rosetta Calavetta in L'eterna illusione, Mr. Smith va a Washington, Arizona, Troppi mariti, Un evaso ha bussato alla porta, La signorina e il cow-boy, Scandalo internazionale
- Lydia Simoneschi in È arrivata la felicità
- Lia Orlandini in La conquista del West
- Rina Morelli in Il cavaliere della valle solitaria
- Isabella Pasanisi in Mr. Smith va a Washington (ridoppiaggio)
- Fabrizia Castagnoli in Il diavolo si converte (ridoppiaggio)
- Tiziana Avarista in Molta brigata vita beata (ridoppiaggio)